# Agogna Morta (Borgolavezzaro)
Agogna Morta (Borgolavezzaro) este o arie protejată (arie specială de conservare — SAC, sit de importanță comunitară — SCI) din Italia întinsă pe o suprafață de 13 ha, integral pe uscat.

## Localizare
Centrul sitului Agogna Morta (Borgolavezzaro) este situat la coordonatele 45°18′14″N 8°39′40″E / 45.304°N 8.661°E.

## Înființare
Situl Agogna Morta (Borgolavezzaro) a fost declarat sit de importanță comunitară în septembrie 1995 pentru a proteja 22 de specii de animale. Situl a fost protejat și ca arie specială de conservare în iulie 2016.

## Biodiversitate
Situată în ecoregiunea continentală, aria protejată conține 1 habitat natural: Lacuri eutrofice naturale cu vegetație de tip Magnopotamion sau Hydrocharition.
La baza desemnării sitului se află mai multe specii protejate:
- păsări (18): pescăruș albastru (Alcedo atthis), egretă mare (Ardea alba), stârc roșu (Ardea purpurea), stârc galben (Ardeola ralloides), buhai de baltă (Botaurus stellaris), bătăuș (Calidris pugnax), caprimulg (Caprimulgus europaeus), erete de stuf (Circus aeruginosus), erete vânăt (Circus cyaneus), egretă mică (Egretta garzetta), stârc pitic (Ixobrychus minutus), sfrâncioc roșiatic (Lanius collurio), gaia neagră (Milvus migrans), stârc de noapte (Nycticorax nycticorax), vultur pescar (Pandion haliaetus), cresteț pestriț (Porzana porzana), pițigoi-pungar (Remiz pendulinus), fluierar de mlaștină (Tringa glareola)
- amfibieni (1): Triturus carnifex
- nevertebrate (1): fluturele purpuriu (Lycaena dispar)
- pești (2): Chondrostoma soetta, Cobitis bilineata

Pe lângă speciile protejate, pe teritoriul sitului au mai fost identificate 2 specii de amfibieni, 3 specii de mamifere, 3 specii de nevertebrate, 3 specii de reptile.